# Melpignano
Melpignano (Lipignana in grico, Merpignanu in dialetto salentino) è un comune italiano di 2 089 abitanti della provincia di Lecce in Puglia.
Situato nel Salento, 26,3 km a sud del capoluogo provinciale, appartiene alla storica regione della Grecìa Salentina, un'isola linguistica di nove comuni in cui si parla il grico, un antico idioma di origine greca.

Fa parte dei Borghi autentici d'Italia e dell'Associazione comuni virtuosi per la gestione ecosostenibile del territorio. Melpignano ospita ogni anno, nel mese di agosto, il concertone finale della Notte della Taranta, il più grande festival musicale dedicato al recupero e alla valorizzazione della pizzica salentina.

## Geografia fisica

### Territorio
Il territorio del comune di Melpignano, che si estende nella parte centrale della provincia di Lecce per 10,93 km², presenta una morfologia totalmente pianeggiante con un profilo orografico uniforme: risulta compreso tra i 76 e i 97 m s.l.m. con un'escursione altimetrica complessiva pari a 21 metri; il centro urbano sorge a 89 m s.l.m. Il centro di Melpignano, situato a sud della serra di Martignano, si trova sopra i depositi calcarei del Miocene costituenti la pietra leccese. L'alta permeabilità del terreno, che assorbe la maggior parte delle precipitazioni piovose, determina l'assenza di corsi d'acqua superficiali. Le acque vanno ad alimentare la falda profonda che nel territorio di Melpignano si colloca a oltre 80 m.
Confina a nord con il comune di Castrignano de' Greci, a est con il comune di Cursi, a sud con il comune di Maglie, a ovest con i comuni di Cutrofiano e Corigliano d'Otranto.
- Classificazione sismica: zona 4 (sismicità molto bassa), Ordinanza PCM n. 3274 del 20/03/2003

### Clima
Dal punto di vista meteorologico Melpignano rientra nel territorio del Salento orientale che presenta un clima mediterraneo, con inverni miti ed estati caldo umide. In base alle medie di riferimento, la temperatura media del mese più freddo, gennaio, si attesta attorno ai +9 °C, mentre quella del mese più caldo, agosto, si aggira sui +24,7 °C. Le precipitazioni, frequenti in autunno ed in inverno, si attestano attorno ai 626 mm di pioggia/anno. La primavera e l'estate sono caratterizzate da lunghi periodi di siccità.
Facendo riferimento alla ventosità, i comuni del Salento orientale sono influenzati fortemente dal vento attraverso correnti fredde di origine balcanica, oppure calde di origine africana.
| Melpignano                 | Mesi | Mesi | Mesi | Mesi | Mesi | Mesi | Mesi | Mesi | Mesi | Mesi | Mesi | Mesi | Stagioni | Stagioni | Stagioni | Stagioni | Anno |
| Melpignano                 | Gen  | Feb  | Mar  | Apr  | Mag  | Giu  | Lug  | Ago  | Set  | Ott  | Nov  | Dic  | Inv      | Pri      | Est      | Aut      | Anno |
| -------------------------- | ---- | ---- | ---- | ---- | ---- | ---- | ---- | ---- | ---- | ---- | ---- | ---- | -------- | -------- | -------- | -------- | ---- |
| T. max. media (°C)         | 12,6 | 13,2 | 15,0 | 18,3 | 22,6 | 26,8 | 29,2 | 29,6 | 26,2 | 21,8 | 17,6 | 14,2 | 13,3     | 18,6     | 28,5     | 21,9     | 20,6 |
| T. min. media (°C)         | 5,6  | 5,8  | 7,2  | 9,5  | 13,1 | 17,0 | 19,5 | 19,9 | 17,3 | 13,7 | 9,9  | 7,1  | 6,2      | 9,9      | 18,8     | 13,6     | 12,1 |
| Precipitazioni (mm)        | 71   | 60   | 65   | 40   | 33   | 20   | 16   | 22   | 49   | 80   | 97   | 74   | 205      | 138      | 58       | 226      | 627  |
| Umidità relativa media (%) | 78,7 | 78,2 | 77,8 | 77,3 | 76,2 | 72,9 | 70,9 | 72,4 | 76,5 | 79,2 | 80,5 | 80,3 | 79,1     | 77,1     | 72,1     | 78,7     | 76,7 |

- Classificazione climatica di Melpignano:[8]
  - Zona climatica: C
  - Gradi giorno: 1250

## Origini del nome
Il toponimo potrebbe essere di origine prediale e derivare dal nome latino di persona "Melpinius" con l'aggiunta del suffisso "anus" (praedium Melpinianum era la terra di Melpinius). Considerando la fondazione leggendaria del paese il toponimo deriverebbe dal nome della musa "Melpomene". Alcune ipotesi azzardano la derivazione dalla parola miele, la cui produzione costituiva in passato una rilevante fonte redditizia.

## Storia
La presenza di menhir e dolmen individua nell'Età del bronzo l'origine dei primi insediamenti nell'area. La nascita vera e propria del centro resta incerta: le diverse ipotesi la farebbero risalire ai Greci del Peloponneso venuti con Enotrio Arcade o che sarebbe stata fondata da Melpinius, un centurione che ottenne in sorte queste terre dopo l'occupazione romana dell'allora Calabria (l'attuale Salento) nel 267 a.C. Un'ipotesi mitologica lega la fondazione del paese alla musa Melpomene.
Colonizzata certamente dai Romani, cadde per oltre cinque secoli sotto la dominazione greco-bizantina che ne influenzò radicalmente gli usi, i costumi e la lingua locale. La cultura greca persiste ed è rinvenibile ancora oggi nelle tradizioni e nel folklore.
Con l'avvento dei Normanni, Tancredi d'Altavilla assegnò il feudo a Giambattista Lettere nel 1190. Nel 1396 passò a Raimondo Orsini del Balzo e nella seconda metà del XV secolo, attraverso il re Ferrante d'Aragona, fu ceduto agli Aiello Tarantini. Nei secoli alla guida del feudo si succedettero varie famiglie feudatarie: i Mosco, i Ramirez, i Branai (Granai) Castriota (1632-1667), discendenti di Vrana Konti, gli Acquaviva d'Aragona. Nel 1757 divenne proprietà degli illustrissimi marchesi de Luca che furono gli ultimi feudatari.
Con l'eversione della feudalità nel 1806, Melpignano fu aggregato a Castrignano de' Greci che insieme costituirono un unico comune fino al 1º gennaio 1837, quando i due comuni divennero autonomi.

### Simboli
Descrizione dello stemma:
Profilo araldico del gonfalone:

## Monumenti e luoghi d'interesse

### Architetture religiose

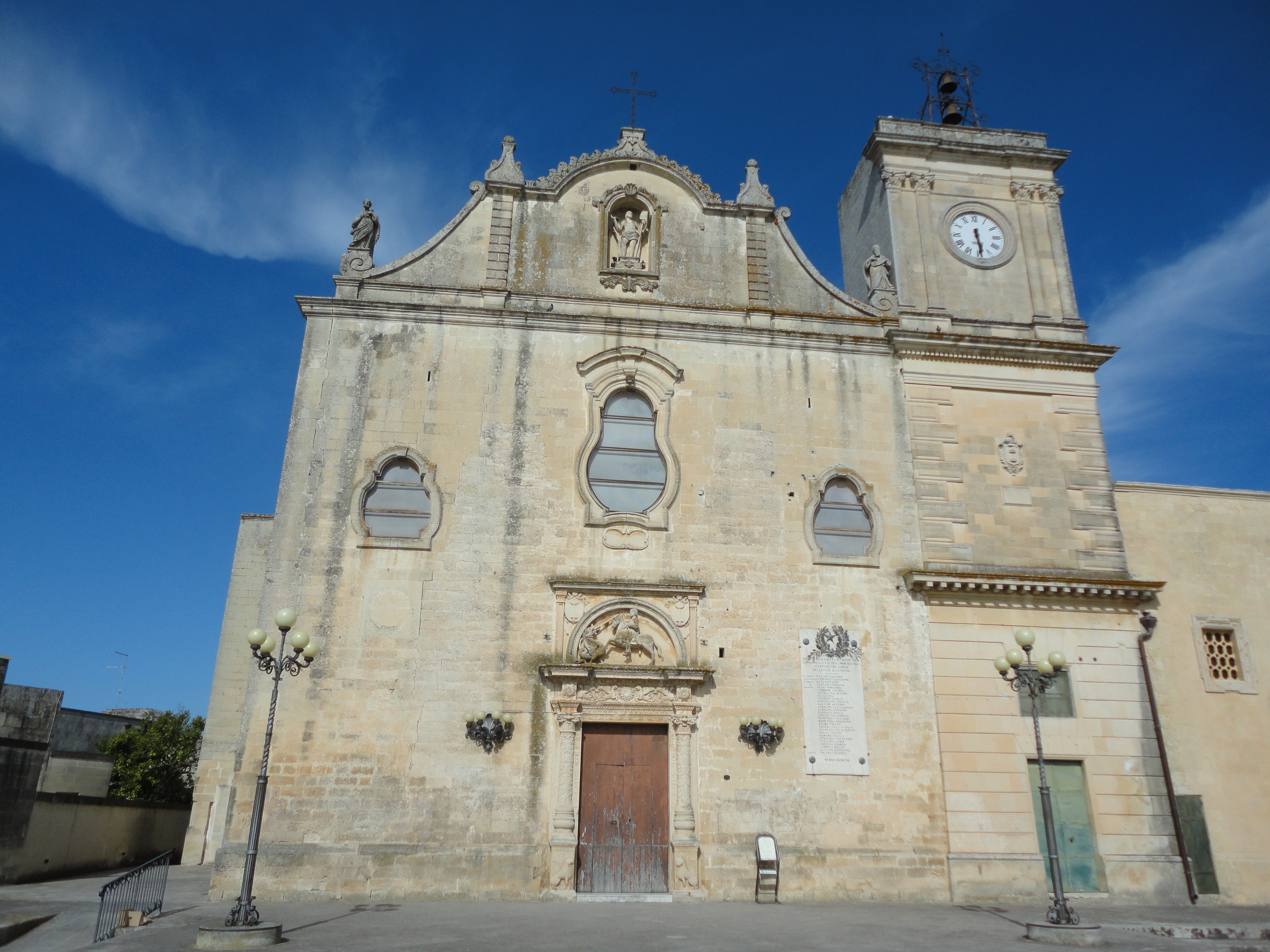
Chiesa madre di San Giorgio

- Chiesa madre di San Giorgio, l'attuale chiesa è il risultato di un consistente intervento di ristrutturazione e ampliamento, effettuato tra il 1785 e il 1794, dell'antica chiesa parrocchiale risalente ai primi decenni del XVI secolo. La facciata conserva l'originario portale cinquecentesco con l'altorilievo raffigurante san Giorgio che uccide il drago. Il portale fu smontato e rimontato sul nuovo prospetto e per impostazione tipologica e schema decorativo si ritiene opera di Gabriele Riccardi, in quanto simile a quello della chiesa di Santa Maria degli Angeli di Lecce. L'interno, a tre navate e a croce latina, accoglie pregevoli altari barocchi dedicati al Crocefisso, a sant'Anna, al Sacro Cuore di Gesù, a sant'Antonio di Padova, alla Madonna Addolorata, nelle navate minori, a san Giorgio, alla Madonna del Rosario e all'Immacolata, nei bracci del transetto. Il presbiterio, appartenente all'originaria struttura, è arricchito con decorazioni riferibili agli inizi del barocco e affreschi cinquecenteschi raffiguranti San Leonardo, san Giorgio, una Madonna col Bambino e figure angeliche che suonano il liuto.

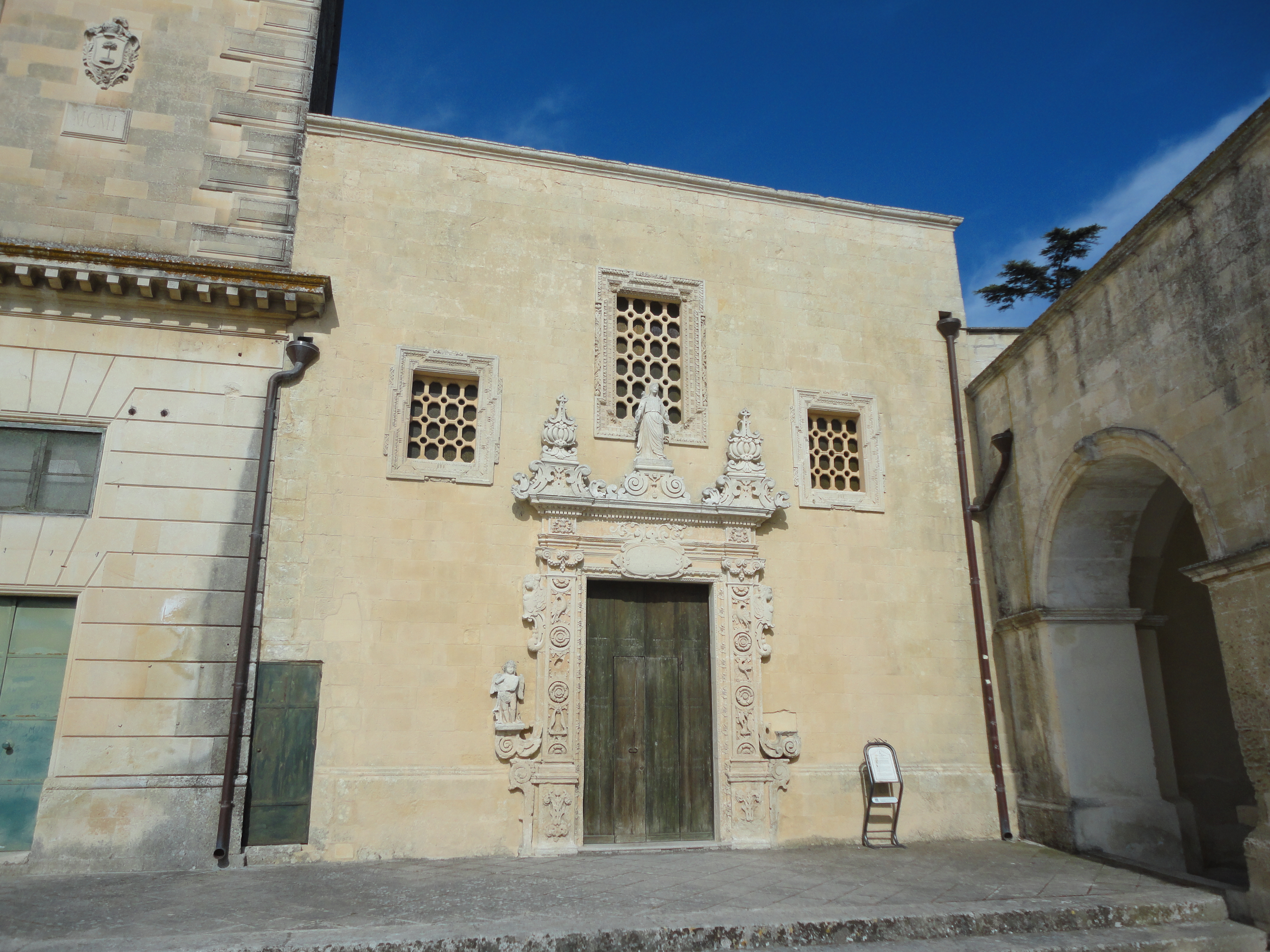
Chiesa dell'Assunzione della Vergine

- Chiesa dell'Assunzione della Vergine, costruita intorno ai primi anni del XVI secolo sotto il titolo dei Santi Rocco e Sebastiano, conserva integra la struttura architettonica originaria caratterizzata dall'elegante volta stellare a costoloni. L'attuale facciata delimita un avancorpo, realizzato nel 1678, che occulta in parte la facciata originaria dalla quale provengono le vetrate in pietra leccese; il portale è attribuibile allo scultore alessanese Placido Buffelli. L'interno, ad aula unica, possiede un pavimento a mosaico, un grande altare attribuibile allo stesso Buffelli e diverse tele della seconda metà del XVIII secolo raffiguranti i misteri mariani.

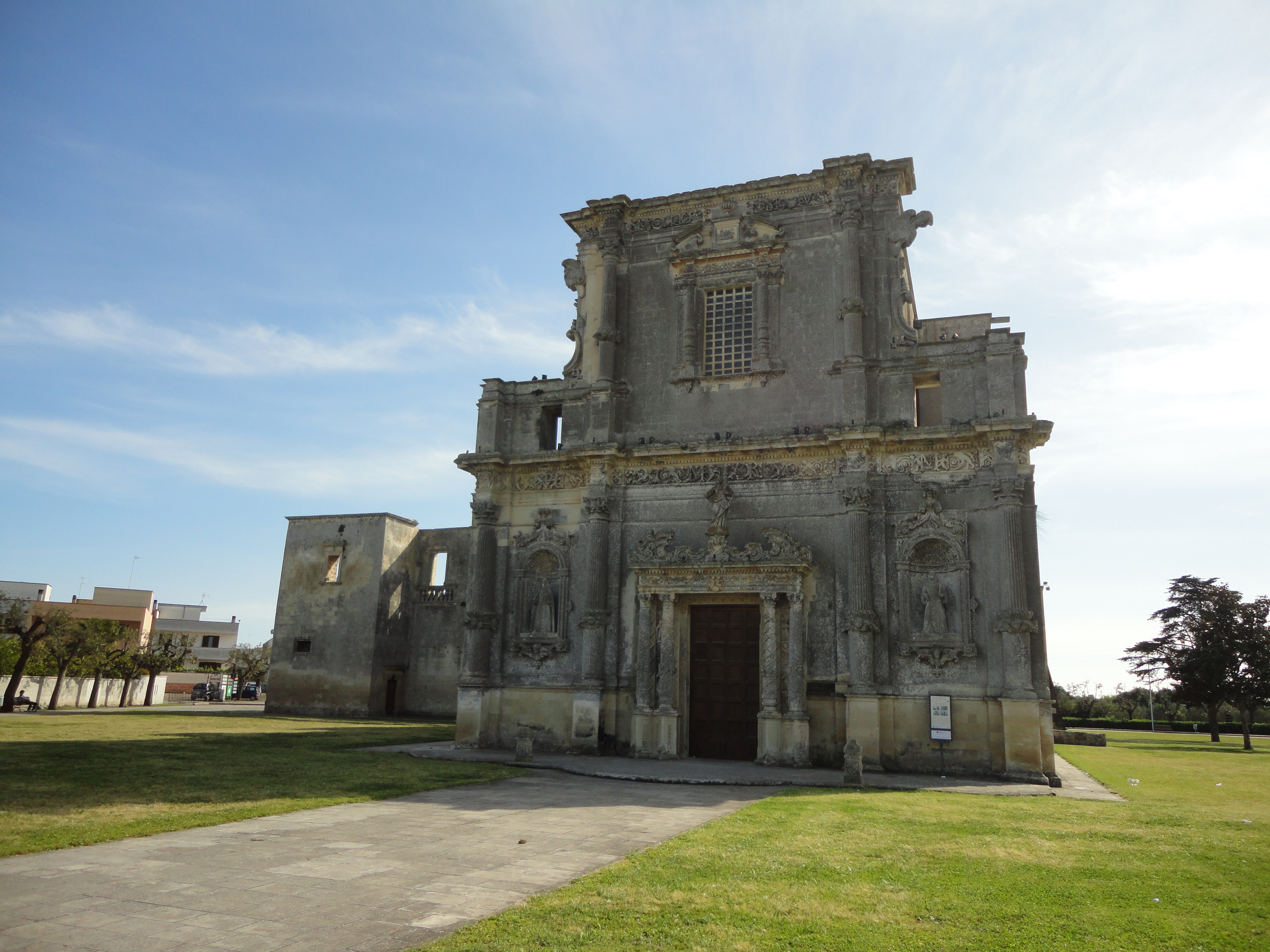
Chiesa e Convento degli Agostiniani

- Chiesa e convento degli Agostiniani, con annessa chiesa del Carmine, fu edificato a partire dal 1573 e restaurato nel 1638 dal coriglianese Francesco Manuli su progetto dell'architetto leccese Giuseppe Zimbalo. Terminata nel 1662, la chiesa possiede una facciata caratterizzata da un elaborato portale barocco formato da due coppie di colonne che sorreggono la trabeazione sovrastata da una statua lapidea della Madonna del Carmelo. L'ordine superiore è impreziosito da una finestra con timpano arcuato e da volute laterali con busti di cherubini. L'interno, a pianta a navata unica con sei cappelle disposte lungo le pareti laterali, conserva ancora il coro cinquecentesco alle spalle dell'altare maggiore. Nelle cappelle laterali sono scolpiti altari in cui ricorre la figura del leone come emblema della forza. Il convento, compromesso dal lungo periodo di abbandono dopo la sua soppressione, conserva i resti del chiostro del 1644 e un pozzo su cui è scolpita l'aquila a due teste, segno della presenza della famiglia Branai (Granai) Castriota.
- Cappella di Sant'Antonio de lo Cairo (sant'Antonio abate), è situata poco al di fuori delle mura del borgo antico. La struttura, di modeste dimensioni, presenta un semplicissimo prospetto sul cui portale è incisa un'iscrizione latina recante la data 1530. L'interno, ad aula unica, ospita i resti di un piccolo altare e dipinti murali che in origine coprivano tutte le pareti. Attualmente è chiusa al culto.

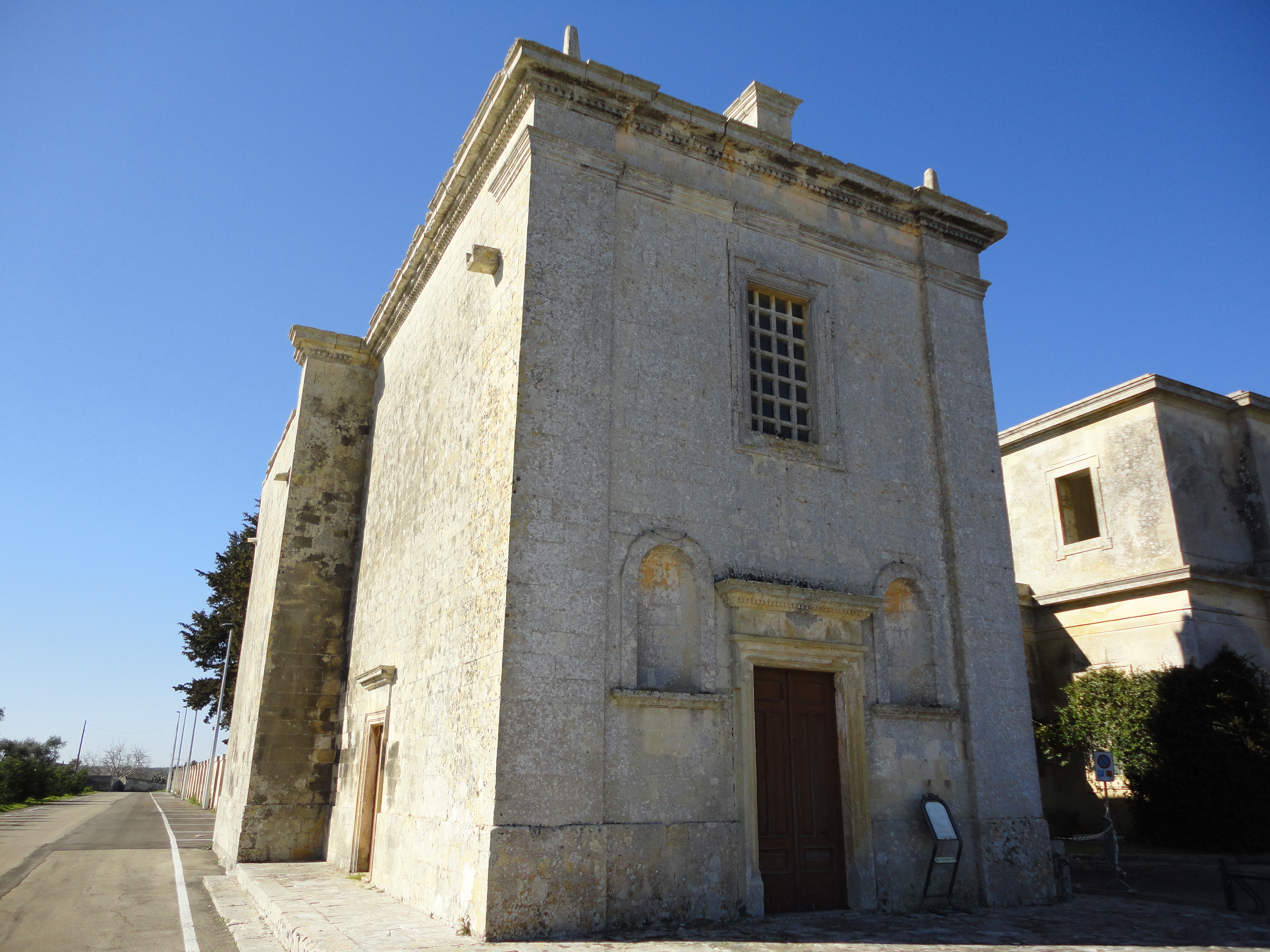
Cappella di Santa Maria Maddalena

- Cappella di Santa Maria Maddalena, fu edificata nel 1661 sul luogo occupato da una precedente chiesa intitolata alla stessa santa, a ricordo della protezione accordata al paese durante la terribile epidemia di peste del 1656 sì che santa Maria Maddalena fu venerata come seconda protettrice insieme a san Giorgio. A tale protezione fanno riferimento le iscrizioni latine incise sugli architravi delle porte. L'interno è ad aula unica con copertura a volta a spigolo.
- Cappella di San Michele Arcangelo, è una cappella privata costruita nel 1741 dal sacerdote don Nicolò Francesco Veris, cantore del capitolo parrocchiale, che abitava nell'attiguo caseggiato. L'unico altare in essa esistente è frutto di intagliatori locali e incornicia la statua dell'Arcangelo Michele attribuibile al coriglianese Oronzo Carrone. Sulle pareti sono dipinte due immagini raffiguranti santa Maria Maddalena e san Giorgio.
- Cappella di San Pietro d'Alcantara, è una cappella di proprietà privata realizzata nel 1693 ed annessa al complesso edilizio che costituiva la residenza della doviziosa famiglia Maggio. Fu fatta costruire da Pietro Maggio. All'interno un unico altare con tela di San Pietro d'Alcantara e statue di san Giuseppe da Copertino, san Francesco da Paola e san Vincenzo Ferreri.

### Architetture civili

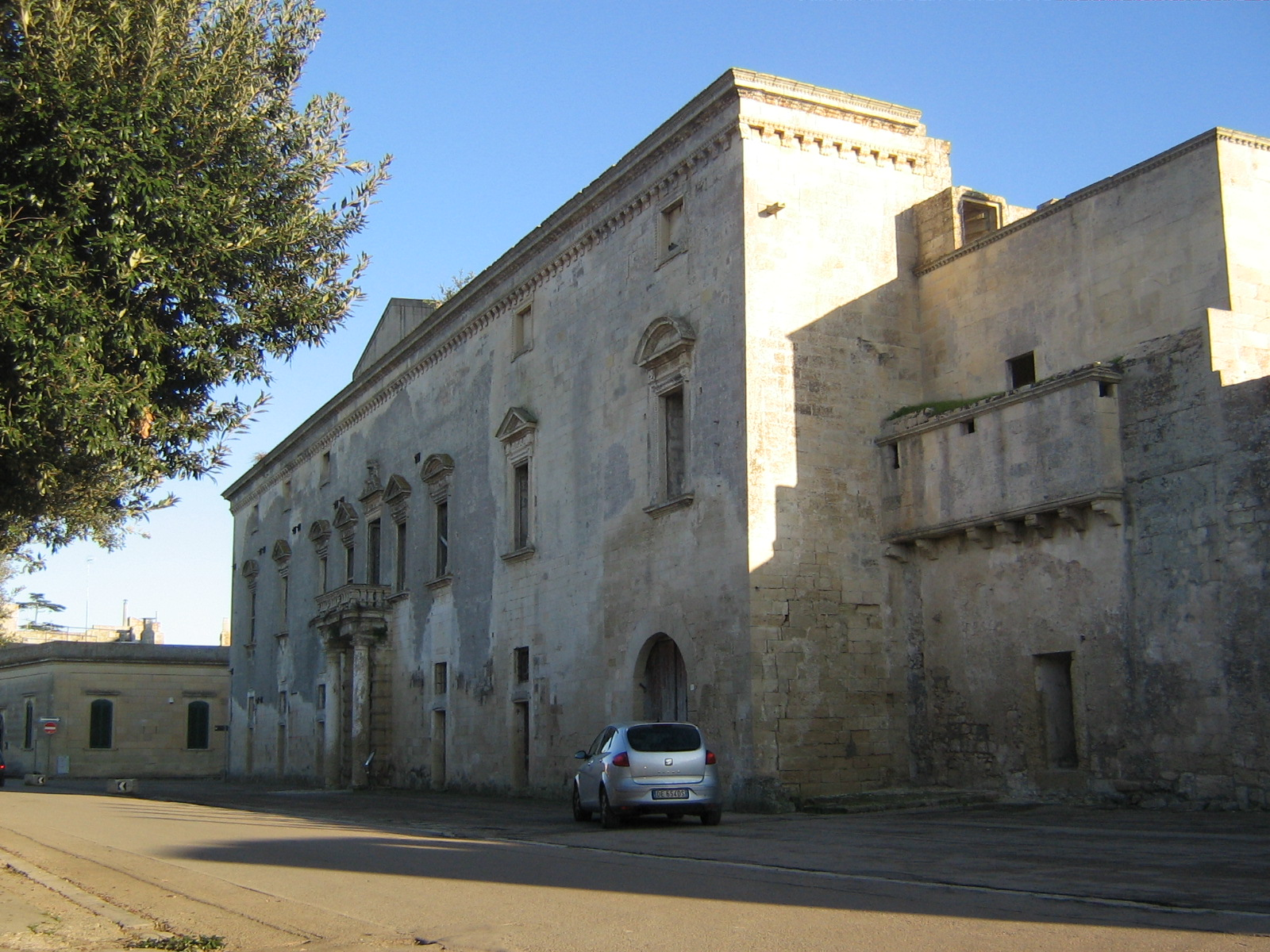
Palazzo Marchesale

- Palazzo Marchesale Castriota, fu finito di edificare nel 1636 per volere di Giorgio Branai (Granai) Castriota[12], figlio di Giovanni Fabio e di Eleonora Macedonio.[10] La costruzione dell'edificio fu commissionata all'architetto Francesco Manuli che nella realizzazione operò soluzioni architettoniche sobrie e decorazioni eleganti e poco appariscenti, più vicine ad un gusto rinascimentale. Mostra in maniera evidente la sua origine di impianto difensivo, al quale appartengono le torri di vedetta e le mura di difesa con i camminamenti di ronda che recingono l'ampio giardino retrostante. La facciata termina con un cornicione a piccole mensole che accoglie un'epigrafe con il nome del committente. È scandita da un portale ornato da due colonne che sorreggono il balcone centrale mentre le finestre, decorate alternativamente da timpani triangolari e arcuati, sono disposte progressivamente ad intervalli sempre più brevi in prossimità del balcone centrale. Nella zona interna si trova un giardino dove si sviluppano una serie di finestre e logge in pietra leccese, una fontana al centro dei viali disegnati a scacchiera, un pergolato e panche in pietra. Il palazzo ospitava in passato una ricca pinacoteca, ora trasferita a Molfetta, che annoverava, tra gli altri, dipinti del Veronese, del Domenichino, del Tintoretto, del Giaquinto, oltre che dei più rinomati pittori salentini dell'epoca.
- Frantoio ipogeo, appartenente al palazzo baronale, è interamente scavato nel banco roccioso e costituisce una preziosa testimonianza storica della cultura e dell'economia locale. Realizzato nel XVII secolo, conserva ancora le grandi vasche per la molitura delle olive, le macine in pietra e i torchi per la spremitura.
La natura ipogea di questa struttura è da collegarsi alla risoluzione di particolari problemi tecnici: la solidificazione dell'olio intorno ai fiscoli non avveniva grazie alle temperature sempre più alte che in superficie; inoltre la spremitura delle olive era agevolata dalla pressione delle volte rocciose sui torchi.

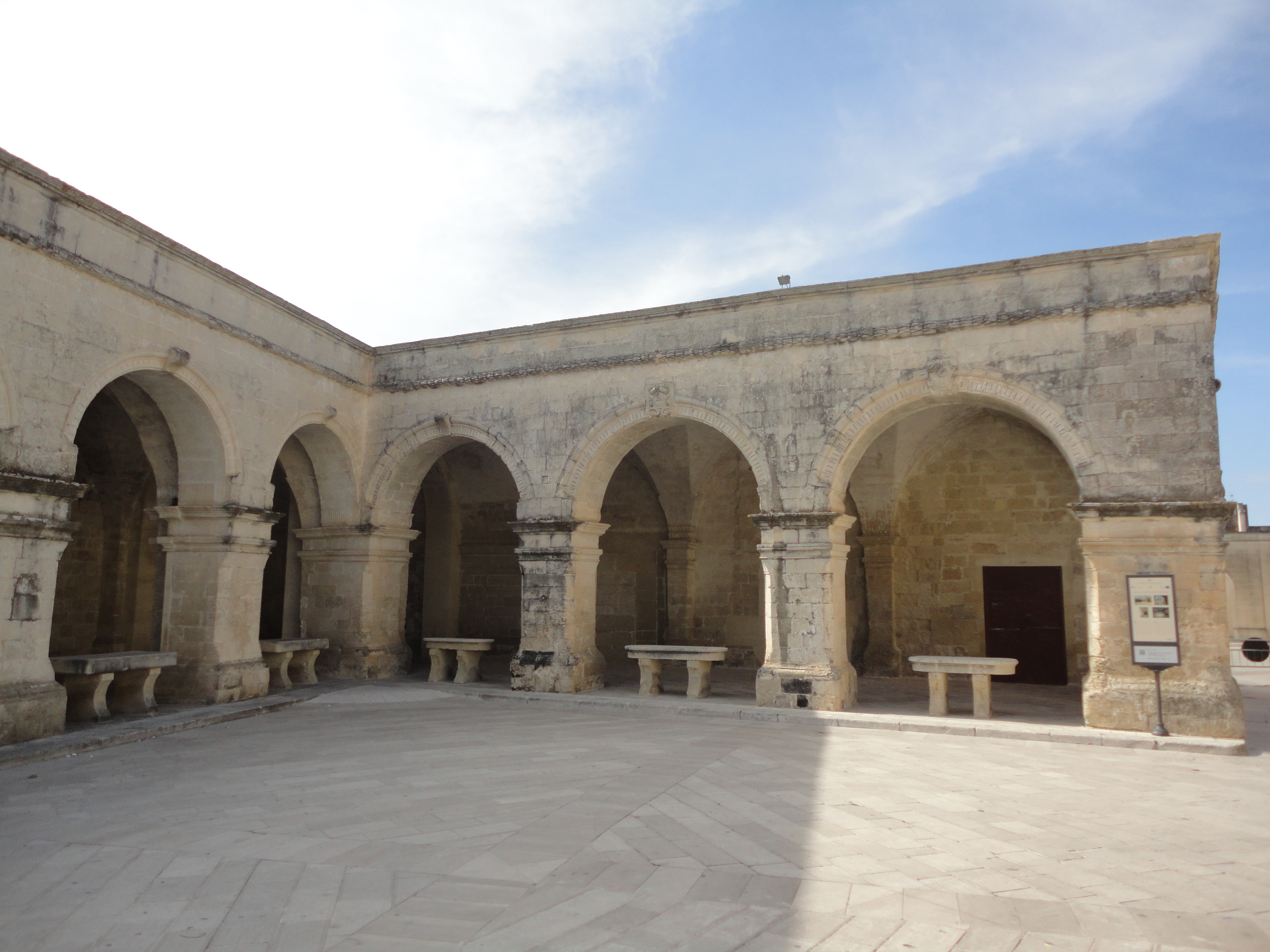
Portici di Piazza San Giorgio

### Altro
- Piazza San Giorgio, situata nel cuore del paese, si presenta perimetrata da una serie di portici rinascimentali a tutto sesto, dalla Chiesa Madre, dalla Cappella della Madonna Assunta e dalla Torre dell'Orologio (1901). I portici costituiscono un raro esempio in Puglia di architettura realizzata a fini commerciali; (qualcosa di simile è possibile trovare a Francavilla Fontana in provincia di Brindisi e a Martina Franca in provincia di Taranto). I lavori di realizzazione iniziarono alla fine del XVI secolo per ospitare il grande mercato settimanale che si teneva il sabato. Qui trovavano posto mercanti provenienti da Lecce, Bari e Napoli, insieme a numerose botteghe. Realizzati in pietra locale, furono ricostruiti alla fine del Seicento per volere del vescovo Maiorano, come ricorda l'epigrafe sormontata dall'arme civica. Nell'Ottocento con lo spostamento del mercato a Maglie i portici persero la loro originaria importanza.

### Siti archeologici
Tra i monumenti megalitici della provincia di Lecce diversi menhir e dolmen figurano nella zona di Melpignano: 

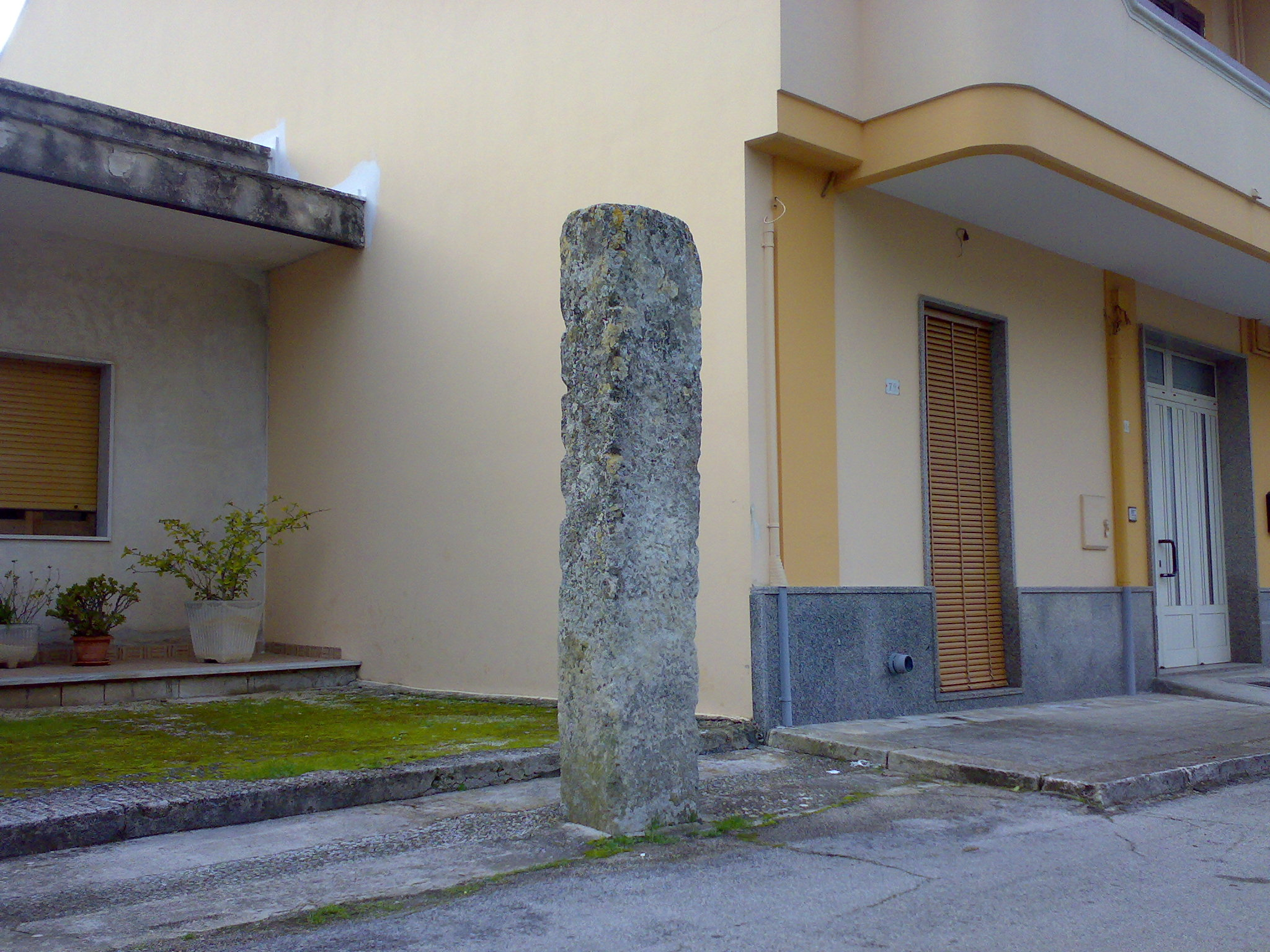
Menhir Minonna

- Menhir Minonna - Il menhir (35 x 50 cm), catalogato da Cosimo De Giorgi, è alto 280 cm e si presenta squadrato. È situato nell'abitato in via IV Novembre.
- Menhir Candelora - Il monolite è inglobato nel muro di cinta di uno stabilimento industriale per l'estrazione e la lavorazione della pietra leccese. La sommità è appuntita a forma piramidale. Il menhir (50 x 32 cm) è alto 310 cm, spanciato e fortemente rastremato in sommità.
- Menhir Lama - Il menhir (25 x 38 cm) presenta una forma parallelepipeda squadrata alta 420 cm.
- Menhir Scinéo - Il menhir (30 x 20 cm) è stato rimesso in posizione verticale e ricollocato su un basamento a due livelli. Alto 190 cm, è rastremato in superficie (dai 30 cm di base si riduce a 24 cm) e presenta un troncone terminale molto corroso. Risulta essere irregolare e monco della parte superiore.
- Menhir Chipuro - Il menhir (30 x 29 cm) è di recente individuazione. Si tratta di un blocco monolitico in pietra leccese alto 184 cm con una forma parallelepipeda rastremata in sommità.
- Menhir Masseria Piccinna

## Società

### Evoluzione demografica
Abitanti censiti

### Etnie e minoranze straniere
Al 31 dicembre 2019 a Melpignano risultano residenti 34 cittadini stranieri.
Le nazionalità maggiormente rappresentative provengono da:

Dislocazione dei comuni della Grecìa Salentina

- Romania - 13
- Albania - 4
- Senegal - 3
- Siria - 2

### Lingue e dialetti
A Melpignano, comune della Grecìa Salentina, oltre al dialetto salentino (nella sua variante centrale) si parla il grico, il quale oggi però viene usato o anche solo compreso da un numero ormai esiguo di abitanti.
Il grecanico o grico è un dialetto (o gruppo di dialetti) di tipo neo-greco residuato probabilmente di una più ampia e continua area linguistica ellenofona esistita anticamente nella parte costiera della Magna Grecia. I greci odierni chiamano la lingua Katoitaliótika (Greco: Κατωιταλιώτικα, "Italiano meridionale"). La lingua, scritta in caratteri latini, presenta punti in comune con il neogreco e nel contempo vocaboli che sono frutto di evidenti influenze leccesi o comunque neolatine.

## Cultura

### Istruzione

#### Biblioteche
- Mediateca Comunale "Peppino Impastato"[15].

#### Scuole
Nel comune di Melpignano hanno sede una Scuola dell'infanzia, una Scuola primaria e una scuola secondaria di primo grado, facenti parte dell'Istituto Comprensivo Statale di Maglie.

### Eventi

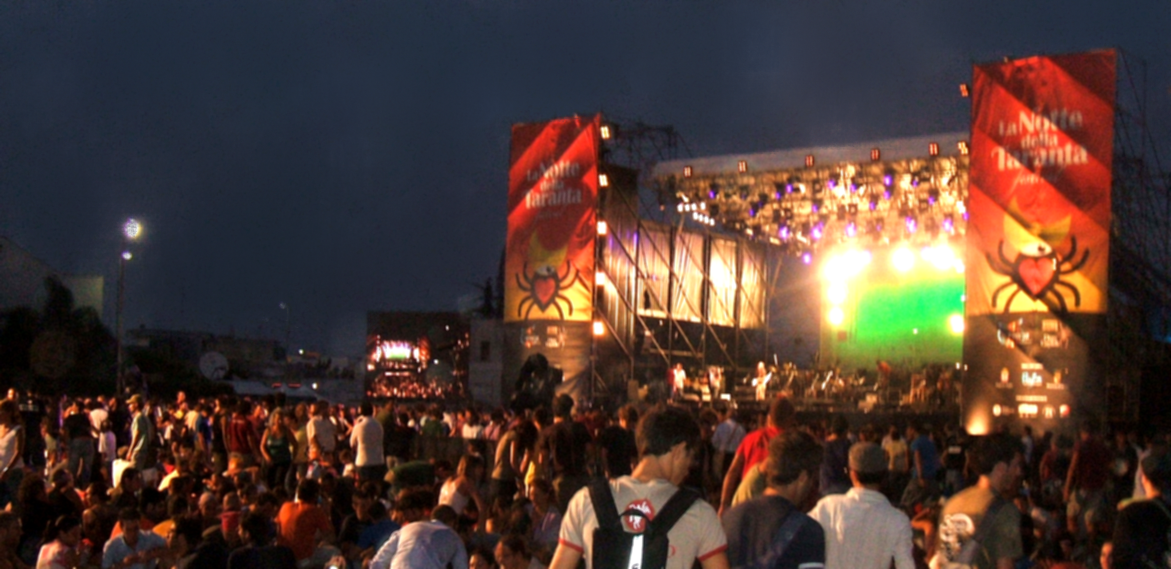
Concerto finale della Notte della Taranta

La Notte della Taranta è un festival di musica popolare salentina, dedicato al recupero e alla valorizzazione della pizzica salentina, che si svolge in vari comuni della provincia di Lecce e della Grecìa Salentina e si conclude con il concerto finale di Melpignano. L'evento si svolge nel piazzale antistante l'ex convento degli Agostiniani.

## Economia
Nell'economia pugliese Melpignano è importante per l'estrazione e la lavorazione della pietra leccese perché, insieme a Cursi, è considerato il più importante bacino estrattivo del Salento. Sul territorio comunale sono presenti numerose cave, alcune attive. Di rilievo anche l'agricoltura, l'artigianato e l'allevamento. La presenza turistica nel periodo estivo è legata in particolar modo all'evento della Notte della Taranta.

## Infrastrutture e trasporti

### Strade
I collegamenti stradali che interessano Melpignano sono:
- Strada statale 16 Adriatica;
- Strada statale 275 di Santa Maria di Leuca, Maglie-Santa Maria di Leuca;
- Strada Provinciale 36, Melpignano-Castrignano de' Greci;
- Strada provinciale 37, Melpignano-Cursi-Maglie;
- Strada provinciale 228, Melpignano-Corigliano d'Otranto.

### Ferrovie
Il comune è servito dall'omonima stazione ferroviaria posta sulla linea Zollino-Gagliano del Capo gestita dalle Ferrovie del Sud Est.

### Aviosuperfici
Ospita l'aviosuperficie Corte.

## Amministrazione
Di seguito è presentata una tabella relativa alle amministrazioni che si sono succedute in questo comune.
| Periodo           | Periodo           | Primo cittadino             | Partito                            | Carica      | Note   |
| ----------------- | ----------------- | --------------------------- | ---------------------------------- | ----------- | ------ |
| giugno 1980       | 25 giugno 1985    | Antonio Avantaggiato        | Partito Comunista Italiano         | Sindaco     | [ 16 ] |
| 25 giugno 1985    | 7 giugno 1990     | Antonio Avantaggiato        | Partito Comunista Italiano         | Sindaco     | [ 16 ] |
| 7 giugno 1990     | 24 aprile 1995    | Donato Luigi Plenteda       | Democrazia Cristiana               | Sindaco     | [ 16 ] |
| 24 aprile 1995    | 20 novembre 1995  | Mario Miglietta             |                                    | Comm. pref. | [ 16 ] |
| 20 novembre 1995  | 17 aprile 2000    | Giuseppe Salvatore De Donno | Partito Democratico della Sinistra | Sindaco     | [ 16 ] |
| 17 aprile 2000    | 5 aprile 2005     | Sergio Blasi                | L'Ulivo                            | Sindaco     | [ 16 ] |
| 5 aprile 2005     | 30 marzo 2010     | Sergio Blasi                | L'Ulivo                            | Sindaco     | [ 16 ] |
| 30 marzo 2010     | 1º giugno 2015    | Ivan Stomeo                 | lista civica                       | Sindaco     | [ 16 ] |
| 1º giugno 2015    | 21 settembre 2020 | Ivan Stomeo                 | lista civica                       | Sindaco     | [ 16 ] |
| 21 settembre 2020 | in carica         | Valentina Avantaggiato      | lista civica                       | Sindaco     | [ 16 ] |

### Gemellaggi
- Montemarano, dal 2009[17]